# Silchar
Silchar – miasto w Indiach, w stanie Asam. W 2011 roku liczyło 229 136 mieszkańców.